# Gouvernement Dion Ngute
République du Cameroun
Yang IV 
Le gouvernement Joseph Dion Ngute, formé le 4 janvier 2019, dirige l’exécutif au Cameroun. 
Il est constitué de 63 membres, dont le Premier ministre, 4 ministres d’État, 31 ministres, 12 ministres délégués, 5 ministres chargés de mission et 10 secrétaires d’État. Ce gouvernement compte 8 femmes.

## Composition

### Premier ministre
| N° | Fonction         | Prénom(s) & Nom(s) | Parti |
| -- | ---------------- | ------------------ | ----- |
| -  | Premier ministre | Joseph Dion Ngute  | RDPC  |

### Ministres d'État
| N° | Fonction                                             | Prénom(s) & Nom(s)  | Parti |
| -- | ---------------------------------------------------- | ------------------- | ----- |
| 01 | Tourisme et des Loisirs                              | Bello Bouba Maigari | UNDP  |
| 02 | Justice garde des sceaux                             | Laurent Esso        | RDPC  |
| 03 | Enseignement supérieur                               | Jacques Fame Ndongo | RDPC  |
| 04 | Secrétaire Général de la Présidence de la République | Ferdinand Ngoh Ngoh | RDPC  |

### Ministres
| N° | Fonction                                                                 | Prénom(s) & Nom(s)           | Parti |
| -- | ------------------------------------------------------------------------ | ---------------------------- | ----- |
| 01 | Administration Territoriale                                              | Paul Atanga Nji              | RDPC  |
| 02 | Affaires sociales                                                        | Pauline Irène Kendeck-Nguene | RDPC  |
| 03 | Agriculture et du développement rural                                    | Gabriel Mbairobe             | RDPC  |
| 04 | Arts et de la Culture                                                    | Pierre Ismaël Bidoung Kpwatt | RDPC  |
| 05 | Commerce                                                                 | Luc Magloire Mbarga Atangana | RDPC  |
| 06 | Communication                                                            | René Emmanuel Sadi           | RDPC  |
| 07 | Décentralisation et du développement local                               | Georges Elanga Obam          | RDPC  |
| 08 | Domaines, du Cadastre et des Affaires Foncières                          | Henri Eyebe Ayissi           | RDPC  |
| 09 | Économie, de la Planification et de l'aménagement du territoire          | Alamine Ousmane Mey          | RDPC  |
| 10 | Éducation de base                                                        | Laurent Etoundi Ngoa         | RDPC  |
| 11 | Élevage, des pêches et des industries animales                           | Dr Taïga                     | RDPC  |
| 12 | Emploi et de la formation professionnelle                                | Issa Tchiroma Bakary         | FSNC  |
| 13 | Énergie et de l'Eau                                                      | Gaston Eloundou Essomba      | RDPC  |
| 14 | Environnement, de la Protection de la Nature et du Développement durable | Pierre Hélé                  | RDPC  |
| 15 | Enseignements secondaires                                                | Pauline Nalova Lyonga        | RDPC  |
| 16 | Finances                                                                 | Louis Paul Motaze            | RDPC  |
| 17 | Fonction publique et de la réforme administrative                        | Joseph Le                    | RDPC  |
| 18 | Forêt et de la Faune                                                     | Jules Doret Ndongo           | RDPC  |
| 19 | Habitat et du Développement urbain                                       | Célestine Courtès née Ketcha | RDPC  |
| 20 | Jeunesse et de l'Éducation Civique                                       | Mounouna Foutsou             | RDPC  |
| 21 | Mines, de l’Industrie et du Développement Technologique                  | Gabriel Dodo Ndoke           | RDPC  |
| 22 | Petites et moyennes entreprises, de l'économie sociale et de l'artisanat | Achille Bassilekin III       | RDPC  |
| 23 | Postes et Télécommunications                                             | Minette Libom Li Likeng      | RDPC  |
| 24 | Promotion de la Femme et de la Famille                                   | Marie-Thérèse Abena Ondoa    | RDPC  |
| 25 | Recherche scientifique et de l'innovation                                | Madeleine Tchuente           | RDPC  |
| 26 | Relations Extérieures                                                    | Lejeune Mbella Mbella        | RDPC  |
| 27 | Santé Publique                                                           | Malachie Manaouda            | RDPC  |
| 28 | Sports et de l'éducation physique                                        | Narcisse Mouelle Kombi       | RDPC  |
| 29 | Transport                                                                | Ernest Ngalle Bibehe         | RDPC  |
| 30 | Travail et de la sécurité sociale                                        | Grégoire Owona               | RDPC  |
| 31 | Travaux publics                                                          | Emmanuel Nganou Djoumessi    | RDPC  |
| 32 | Directeur du Cabinet Civil de la Présidence de la République             | Samuel Mvondo Ayolo          | RDPC  |

### Ministres délégués
| N° | Fonction | Prénom(s) & Nom(s)                | Parti  |
| -- | --- | --------------------------------- | ------ |
| 01 | à la Présidence chargé de la Défense                                                                              | Joseph Beti Assomo                | RDPC   |
| 02 | à la Présidence chargé des Marchés Publics                                                                        | Ibrahim Talba Malla               | RDPC   |
| 03 | à la Présidence chargé des relations avec les Assemblées                                                          | François Wakata Bolvine           | RDPC   |
| 04 | à la Présidence chargé du Contrôle supérieur de l'État                                                            | Mbah Acha née Fomudam Rose Ngwari | RDPC   |
| 05 | auprès du Ministre de l'Agriculture et du Développement Rural                                                     | Clémentine Ananga Messina         | RDPC   |
| 06 | auprès du Ministre de l'Économie de la Planification et de l'Aménagement du Territoire chargé de la Planification | Paul Tasong Tchoutang             | RDPC   |
| 07 | auprès du Ministre de l'Environnement, de la Protection de la Nature et du Développement durable                  | Nana Aboubakar Djalloh            | RDPC   |
| 08 | auprès du Ministre des Finances                                                                                   | Yaouba Abdoulaye                  | RDPC   |
| 09 | auprès du Ministre de la Justice Garde des Sceaux                                                                 | Jean de Dieu Momo                 | PADDEC |
| 10 | auprès du Ministre des Relations Extérieures chargé des Relations avec le Commonwealth                            | Felix Mbayu                       | RDPC   |
| 11 | auprès du Ministre des Relations Extérieures Chargé des Relations avec le Monde Islamique                         | Adoum Gargoum                     | RDPC   |
| 12 | auprès du Ministre des Transports                                                                                 | Zakariaou Njoya                   |        |

### Ministres Chargés de mission
| N° | Fonction                         | Prénom(s) & Nom(s)          | Parti |
| -- | -------------------------------- | --------------------------- | ----- |
| 01 | à la Présidence de la République | Paul Mingo Ghogomu          | RDPC  |
| 02 | à la Présidence de la République | Hamadou Moustapha           | ANDP  |
| 03 | à la Présidence de la République | Philippe Mbarga Mboa        | RDPC  |
| 04 | à la Présidence de la République | Benoît Ndong Soumhet        | RDPC  |
| 05 | à la Présidence de la République | Victor Arrey Nkongho Mengot | RDPC  |

### Secrétaires d’État auprès d'un ministre
| N° | Fonction                                                                                          | Prénom(s) & Nom(s)              | Parti |
| -- | ------------------------------------------------------------------------------------------------- | ------------------------------- | ----- |
| 01 | auprès du Ministre de la Défense, chargé des anciens combattants et des victimes de guerres       | Issa Koumpa                     | RDPC  |
| 02 | auprès du ministre de la Défense, chargé de la Gendarmerie nationale                              | Galax Yves Landry Etoga         | RDPC  |
| 03 | auprès du ministre de l’Éducation de Base                                                         | Vivian Asheri Kilo              | RDPC  |
| 04 | auprès du Ministre des Enseignements Secondaires, chargé de l’Enseignement Normal                 | Boniface Bayola                 | RDPC  |
| 05 | auprès du Ministre de la forêt et de la faune                                                     | Koulsoumi Alhadji épouse Boukar | RDPC  |
| 06 | auprès du Ministre de l'Habitat et du Développement Urbain chargé de l'Habitat                    | Marie Rose Dibong née Biyong    | RDPC  |
| 07 | auprès du ministre de la Justice, garde des sceaux, chargé de l’administration pénitentiaire      | Jérôme Penbaga Dooh             | RDPC  |
| 08 | auprès du ministre des Mines, de l’Industrie et du Développement Technologique                    | Fuh Calistus Gentry             | RDPC  |
| 09 | auprès du Ministre de la Santé Publique, chargé de la lutte contre les Epidémies et les Pandémies | Alim Hayatou                    | RDPC  |
| 10 | auprès du Ministre des Travaux Publics                                                            | Armand Ndjodom                  | RDPC  |

### Rattaché à la Présidence de la République
| N°                  | Fonction                            | Prénom(s) & Nom(s)  | Parti |
| ------------------- | ----------------------------------- | ------------------- | ----- |
| Secrétariat Général |                                     |                     |       |
| 01                  | Ministre d’État Secrétaire Général  | Ferdinand Ngoh Ngoh | RDPC  |
| 02                  | Ministre Secrétaire Général Adjoint | Elung Paul Che      | RDPC  |
| 03                  | Ministre Secrétaire Général Adjoint | Mohamadou Moustapha | RDPC  |
| Cabinet Civil       |                                     |                     |       |
| 03                  | Ministre,Directeur du Cabinet Civil | Samuel Mvondo Ayolo | RDPC  |
| 04                  | Directeur Adjoint du Cabinet Civil  | Oswald Baboke       | RDPC  |